# ユニカ技研
株式会社ユニカ技研は、山形県上山市に本社をおく、自動車部品、油圧機器部品製造などを行う企業。

## 概要
創業者である菅原和雄が日立製作所勤務を経て、創業する。
冷間鍛造と切削加工により自動車部品を社内一貫生産している。帳票による管理システムにより品質の安定をはかっている。冷間鍛造技術により、省資源・省エネルギーでの製品製造を行っている。